# Бизмарков архипелаг
Бизмарков архипелаг је група острва североисточно од Нове Гвинеје у југозападном Тихом океану. Име је добио по Немачком канцелару Отоу фон Бизмарку и припада Папуа Новој Гвинеји.

## Географија
Архипелаг се углавном састоји од вулканских острва, од којих су најзначајнија: 
- Адмиралска острва
- Војвода од Јорка
- Сент Матијас
- Нова Британија
- Нови Хановер
- Нова Ирска
- Виту острва

Острва имају много активних вулкана, нарочито на Новој Британији. Уз обале су корални гребени. Клима је тропска са годишњом количином падавина од 2.500—3.000 mm. Реке нису пловне. Планине су обрасле влажном тропском шумом. Становници  су Меланежани и Папуанци. Баве се земљорадњом (кокосова палма, какаовац, кафа, шећерна трска, памук) и рибарством. 
Главна насеља и луке су Рабаул (Нова Британија), Кевинг (Нова Ирска) и Лоренго (Адмиралска острва). 

## Историја
Први становници архипелага су стигли пре 30–40.000 година. допловивши са Нове Гвинеје (Папуе). Касније је ово острвље населио народ Лапита. Први Европљанин који је пронашао острва је холандски истраживач Вилем Схаутен 1616, али га Европљани нису населили све док није постао део немачког протектората Немачка Нова Гвинеја 1884. По избијању Првог светског рата аустралијске снаге су заузеле острво 1914. и касније су од Лиге народа добиле мандат над архипелагом. Острва су остала под аустралијском контролом, прекинуто само јапанском окупацијом током Другог светског рата, све док Папуа Нова Гвинеја није постала независна 1975.